# Gameleira de Goiás
Gameleira de Goiás è un comune del Brasile nello Stato del Goiás, parte della mesoregione del Sul Goiano e della microregione di Pires do Rio.